# Meridià 161 a l'est
El meridià 161 a l'est de Greenwich és una línia de longitud que s'estén des del pol Nord travessant l'oceà Àrtic, Àsia, Oceania l'oceà Índic, l'oceà Antàrtic, Australàsia i l'Antàrtida fins al pol Sud.
El meridià 161 a l'est forma un cercle màxim amb el meridià 19 a l'oest. Com tots els altres meridians, la seva longitud correspon a una semicircumferència terrestre, uns 20.003,932 km. Al nivell de l'Equador, és a una distància del meridià de Greenwich de 17.922 km.

## De Pol a Pol
Començant en el pol Nord i dirigint-se cap al pol Sud, aquest meridià travessa:
| Coordenades                               | País, territori o mar   | Notes |
| ----------------------------------------- | ----------------------- | --- |
| 90° 0′ N, 161° 0′ E / 90.000°N,161.000°E  | Oceà Àrtic              | |
| 76° 6′ N, 161° 0′ E / 76.100°N,161.000°E  | Mar de Sibèria Oriental | Passa entre les Illes Medvièji, Sakhà, Rússia (at 70° 50′ N, 161° 0′ E / 70.833°N,161.000°E)                                                                |
| 69° 35′ N, 161° 0′ E / 69.583°N,161.000°E | Rússia                  | Sakhà Districte autònom de Txukotka — des de 68° 16′ N, 161° 0′ E / 68.267°N,161.000°E Óblast de Magadan — des de 65° 10′ N, 161° 0′ E / 65.167°N,161.000°E |
| 60° 54′ N, 161° 0′ E / 60.900°N,161.000°E | Mar d'Okhotsk           | Badia de Pénjina |
| 59° 42′ N, 161° 0′ E / 59.700°N,161.000°E | Rússia                  | Krai de Kamtxatka — Península de Kamtxatka |
| 54° 35′ N, 161° 0′ E / 54.583°N,161.000°E | Oceà Pacífic            | Passa a l'est de l'atol Ujelang, Illes Marshall (a 9° 46′ N, 160° 59′ E / 9.767°N,160.983°E)                                                                |
| 8° 38′ S, 161° 0′ E / 8.633°S,161.000°E   | Illes Salomó            | Illa de Malaita |
| 9° 16′ S, 161° 0′ E / 9.267°S,161.000°E   | Mar de Salomó           | Passa a l'est de l'illa de Guadalcanal, Illes Salomó (at 9° 51′ S, 160° 50′ E / 9.850°S,160.833°E)                                                          |
| 11° 37′ S, 161° 0′ E / 11.617°S,161.000°E | Mar del Corall          | |
| 28° 18′ S, 161° 0′ E / 28.300°S,161.000°E | Oceà Pacífic            | |
| 60° 0′ S, 161° 0′ E / 60.000°S,161.000°E  | Oceà Antàrtic           | |
| 70° 19′ S, 161° 0′ E / 70.317°S,161.000°E | Antàrtida               | Dependència de Ross, reclamat per Nova Zelanda |